# Mozambiški preliv
Mozambiški preliv (francosko Canal du Mozambique, Predloga:Lang-mg, portugalsko Canal de Moçambique) je rokav Indijskega oceana med državama jugovzhodne Afrike Madagaskar in Mozambik. Preliv je dolg približno 1700 km in širok 419 km na najožji točki in doseže globino 3292 m približno 230 km ob obali Mozambika. Topel tok, Mozambiški tok, teče v smeri proti jugu v prelivu in vodi v tok Agulhas ob vzhodni obali Južne Afrike.

## Obseg
Mednarodna hidrografska organizacija (IHO) opredeljuje meje Mozambiškega preliva na naslednji način:.
Na severu. Črta od izliva reke Rovuma (10°28′S 40°26′E / 10.467°S 40.433°E) do Ras Habuja, najsevernejše točke Ile Grande Comore, najsevernejšega izmed Komorskih otokov, do Cap d'Ambre (rt Amber), severna skrajnost Madagaskarja (11°57′S 49°17′E / 11.950°S 49.283°E)
Na vzhodu. Zahodna obala Madagaskarja
Na jugu. Črta od Cap Sainte-Marie, južne skrajnosti Madagaskarja do Ponto do Ouro na celini (26°53′S 32°56′E / 26.883°S 32.933°E)
Na zahodu. Obala Južne Afrike

## Otoki v prelivu

### Komori
- Grande Comore
- Mohéli
- Anjouan

### Francija
- Regija Francije: Mayotte (lastijo si jih Komori)
- Razpršeni otoki v Indijskem oceanu, okrožje Francoskih južnih in antarktičnih dežel:
  - Otoki Glorioso (zahtevajo si jih Madagaskar in Komori)
  - Otok Juan de Nova (zahteva ga Madagaskar)
  - Otok Europa (zahteva ga Madagaskar)
  - Bassas da India (zahteva ga Madagaskar)

### Mozambik
- Arhipelag Primeiras in Segundas
- Ilha do Fogo

## Okolje
Mozambiški kanal je dom velikega števila vrst in zdi se, da ga nekatere od njih uporabljajo kot biološki koridor. Tu je bilo prvič dokazano, da so se plenilske morske ptice (v tem primeru burnice vrste Fregata minor) premikale po strukturah, imenovanih Lagrangeove koherentne strukture ali LCS. Sledijo grebenom FSLE (Finite-Size Lyapunov Exponent), da locirajo gibanje svojih virov hrane (ribiči sami že dolgo uporabljajo položaj določenih ptic, da locirajo določene jate rib).

## Zgodovina

### Druga svetovna vojna

#### Incident Graf Spee
15. novembra 1939 je pod poveljstvom kapitana Patricka (Paddyja) Dovea britanski obalni tanker Africa Shell plul skozi prehod Mozambiškega preliva od Quelimana do Lourenco Marquesa in plul z balastom. Tekom jutra jo je na točki 10 navtičnih milj (19 km) jugozahodno od svetilnika pri rtu Zavora opazila nemška žepna bojna ladja Admiral Graf Spee pod poveljstvom kapitana Hansa Langsdorffa, in se pripravil na trgovinski nalet. Graf Spee je ukazal Afrika  Shell, naj se ustavi, tako da je izstrelil strel čez njen premec.
Po zaustavitvi ladje Africa Shell je bil iz Graf Spee odposlan kuter z vkrcano skupino, ki se je nato vkrcala na tanker, pri čemer je odgovorni častnik v popolni angleščini nagovoril kapitana Dovea s stavkom: »Dobro jutro, kapitan. Oprostite; vojna sreča.«
Čez čas je ekipa, ki se je vkrcala, ukazala ladijski družbi, razen poveljniku Africa Shell, v svoje rešilne čolne, preden je odstranila vso hrano, vključno z majhno količino vina. Posadki je bilo ukazano, naj vesla do obale, le kapitan Dove je bil ujet na krovu Graf Spee, kjer naj bi bil zaprt. Kapitan Dove je bil razburjen zaradi prestrezanja njegove ladje in se je osebno pritožil stotniku Langsdorffu, pri čemer je navedel, da je bila ladja Africa Shell znotraj portugalskih teritorialnih voda in da je dejanje očitno kršilo mednarodno pravo.
Ko se je posadka ladje Africa Shell odpravila na obalo, in je bil kapitan Dove premeščen na ladjo Graf Spee, se je skupina za vkrcanje lotila operacije potopitve tankerja. Na ladjo so postavili potapljajoče naboje in nastavili njihove časovnike, nato pa se je skupina ponovno vkrcala na motorno ladjo in se vrnila na Graf Spee. Ko je bilo vse osebje varno na krovu Graf Spee, so Langsdorff in njegova posadka opazovali detonacijo nabojev, ki so naredili dve luknji v krmi Africa Shell. Po tem je Graf Spee odprla ogenj z delom svoje sekundarne oborožitve 15 cm pušk SK C/28 in potopila Africa Shell.

#### Bitka za Madagaskar
Mozambiški preliv je bil med bitko za Madagaskar prostor spopadov druge svetovne vojne.